# 哈圖努馬山
13°44′50″S 71°8′12″W / 13.74722°S 71.13667°W
哈圖努馬山（Jatunhuma），是秘魯的山峰，位於該國南部庫斯科大區的坎奇斯省和基斯皮坎奇省，屬於安第斯山脈中韋爾卡努塔山脈的一部分，處於西維納科查湖西北面和卡良加特山東南面，海拔高度6,093米。